# Taybeh-Brauerei

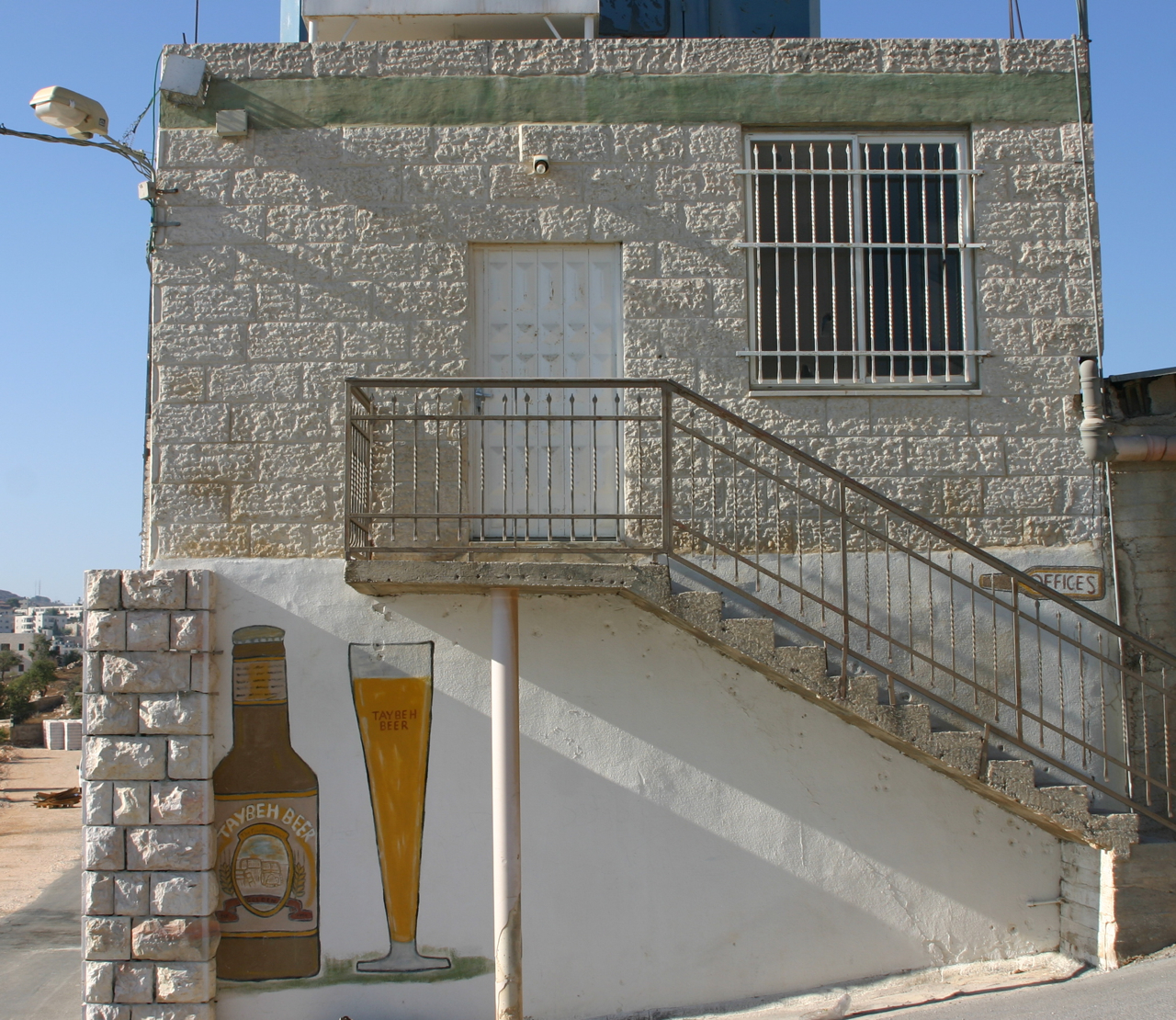
Eingang der Brauerei

Die Taybeh-Brauerei ist eine Mikrobrauerei in Taybeh/Westjordanland. 

## Produkte

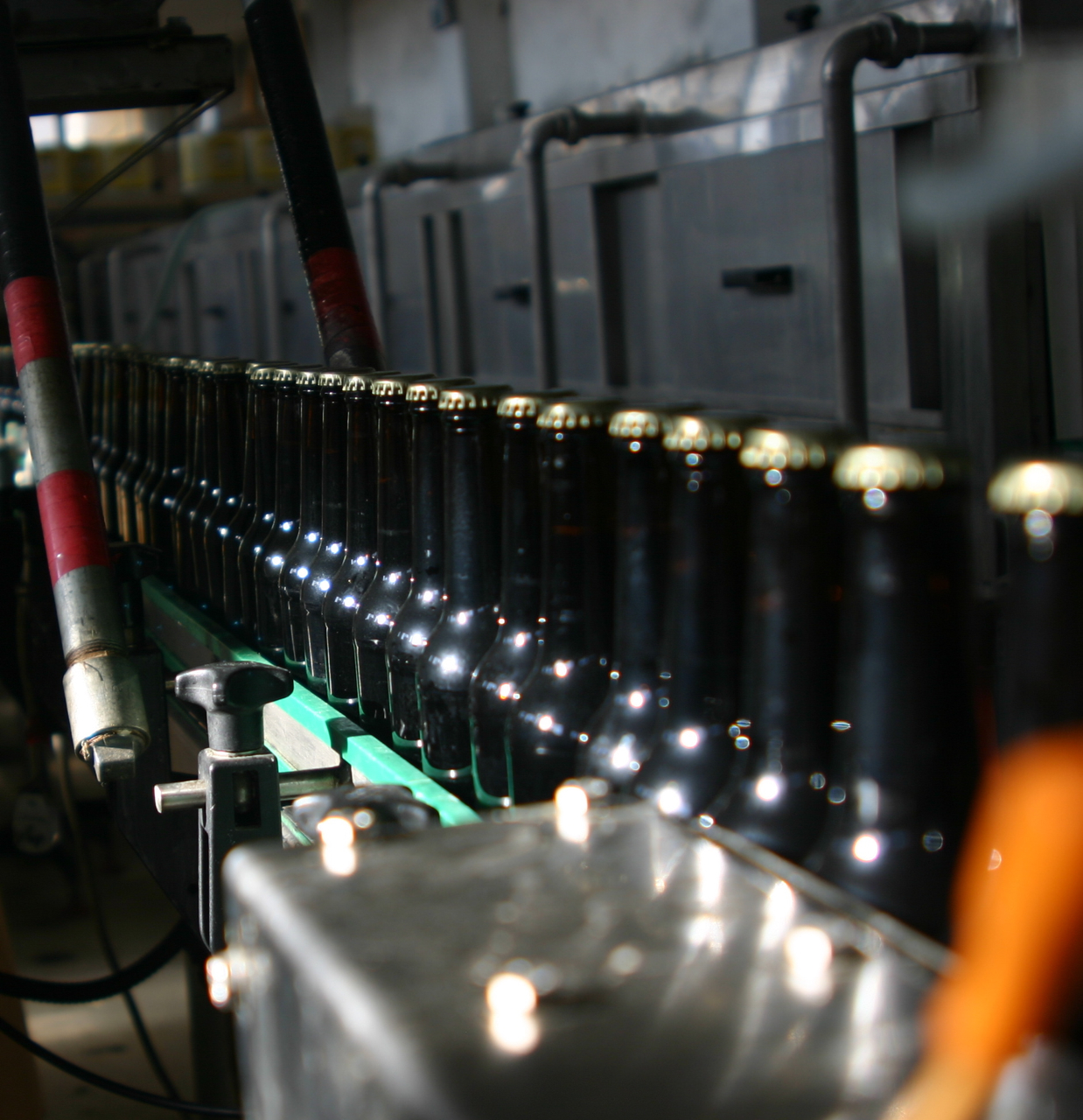
Flaschen in der Abfüllanlage

Die Rohstoffe für das Bier werden importiert, der Hopfen kommt aus Bayern, das Malz aus Belgien, Hefe aus England. Das Wasser stammt aus einer nahegelegenen Quelle, die aber unter israelischer Kontrolle steht. Ursprünglich wurden die Flaschen aus Portugal importiert, da ein israelischer Flaschenhersteller nicht liefern wollte. Beim Import von hunderttausenden Flaschen wurden diese im israelischen Hafen 58 Tage blockiert. Anschließend bot der israelische Flaschenproduzent an, Flaschen zu liefern. Gebraut werden fünf Sorten; Golden, Dark, Amber, Light und seit 2008 ein alkoholfreies Bier. Das Bier ist koscher. Die Jahresproduktion beträgt insgesamt 6.000 hl.

## Geschichte
Gegründet wurde das Unternehmen 1994 durch die Familie Khoury aus Taybeh. Investiert wurden 1,2 Millionen US-Dollar, wobei das Geld aus Familienvermögen stammt, da sich die Banken weigerten, Kredite zu geben. 1997 wurde die Lizenzproduktion des Bieres in Deutschland in einer Brauerei in Nagold aufgenommen. Während der Zweiten Intifada zwischen 2000 und 2005 geriet das Unternehmen an den Rand des Ruins. 2005 wäre die Brauerei im Rahmen einer Ehrenmord-Affäre beinahe Kollateralschaden einer Racheaktion von Einwohnern des muslimischen Nachbardorfs geworden, nur der Einsatz von Nadim Khoury verhinderte eine Zerstörung des Betriebes.
Das Unternehmen hatte 2010 etwa 15 Mitarbeiter. Der Transport nach Jerusalem wird durch die Grenze zwischen Israel und den palästinensischen Autonomiegebieten erschwert. Der nächste Posten befindet sich zwar nur eine halbe Stunde von Taybeh entfernt, das Bier muss aber über einen 3,5 Stunden entfernten Checkpoint in Hebron transportiert werden. 2010 wurden etwa 50 Prozent des Bieres im Westjordanland verkauft, 40 Prozent gingen nach Israel. Der Rest wird exportiert. Vor der zweiten Intifada wurden etwa 70 Prozent des Biers nach Israel exportiert.
Seit 2005 veranstaltet die Brauerei ein Oktoberfest, 2009 wurde es von über 10.000 Menschen besucht.
2008 wurde Taste the Revolution gedreht, ein Film über die Brauerei. 2010 wurde er beim Chicago Palestine Film Festival gezeigt.